# Список вулиць Донецька (Т)
| Назва    | тип    | Колишні назви | Район(и)      | Місцевість | Джерела |
| -------- | ------ | ------------- | ------------- | ---------- | ------- |
| Табунова | вул.   |               | Пролетарський |            |         |
| Титова   | просп. |               | Київський     |            |         |